# Pterocalla striata
Pterocalla striata är en tvåvingeart som beskrevs av Friedrich Georg Hendel 1909. Pterocalla striata ingår i släktet Pterocalla och familjen fläckflugor.
Artens utbredningsområde är Peru. Inga underarter finns listade i Catalogue of Life.